# امیکرون ذات‌الکرسی
امیکرون ذات‌الکرسی یک ستاره است که در صورت فلکی ذات‌الکرسی قرار دارد.